# Dobro niematerialne
Dobro niematerialne – dobro występujące w obrocie cywilnoprawnym, nieposiadające postaci materialnej.

## Regulacje prawne w zakresie dóbr niematerialnych
Problematykę dóbr niematerialnych regulują przepisy różnych gałęzi prawa, np. prawa administracyjnego lub karnego. Cechą wspólną regulacji dotyczących poszczególnych dóbr niematerialnych jest ukształtowanie praw uprawnionych jako cywilnych praw podmiotowych bezwzględnych, chroniących interesy osobiste i majątkowe.
Korzystanie z nich może wymagać istnienia materialnych nośników w postaci rzeczy.

## Katalog dóbr niematerialnych
Za dobra niematerialne uznaje się:
- dobra osobiste,
- przedmioty własności intelektualnej,
- pieniądze,
- papiery wartościowe,
- różne postacie energii.

### Własność intelektualna
Dobra niematerialne intelektualne stanowić mogą wynik twórczości artystycznej, naukowej, literackiej lub wynalazczej.

### Pieniądze i papiery wartościowe
Są szczególnymi rzeczami ruchomymi albo zapisem informacyjnym na rachunku bankowym (pieniądz bankowy). Pełnią co do zasady funkcję nośnika określonych wartości ekonomicznych i prawnych (wierzytelności). Są one w umowny sposób związane z właściwościami materii z jakiej zostały wytworzone, natomiast nie są przeważnie związane z wartością tej materii (z wyjątkiem pieniędzy w formie monet wykonanych z cennego metalu). Najczęściej wartość ekonomiczna lub prawna pieniędzy i papierów wartościowych wynika z umownej interpretacji, nadanej im przez obowiązujące przepisy prawa.